# Callan McAuliffe
Callan McAuliffe (* 24. ledna 1995 Sydney, Nový Jižní Wales) je australský herec. Hrál v amerických filmech Flipped a I Am Number Four, americko-australském filmu Resistance a australských seriálech.

## Život a kariéra
Callan McAuliffe je rodák z předměstí Sydney Clontarf, a navštěvuje The Scots College, all-boy day a internátní školu. Byl hlavní choralista ve škole a trumfl zkoušky londýnské Trinity musical theatre. McAuliffe začal hrát ve věku 8 let, objevil se v australském televizním seriálu 'Comedy Inc. a Blue Water High, a měl periodickou roli v Packed to the Rafters. Hrál v australském nezávislém krátkém filmu "Fransua Šárl", v roce 2009, a měl roli (Terrence Green) v "Resistance", USA / Austrálie celovečerní film, 2010.
McAuliffe dělal jeho americký celovečerní debut ve filmu společnosti Warner Bros., Flipped (Má mě rád, nemá mě rád), režie Rob Reiner, role Bryce Loskiho. "Vyzkoušel" tento film, během dovolené ve Spojených státech a získal v roli Bryce cenu za "romantické vedení".
V květnu 2010, McAuliffe byl obsazen do hlavní role ve sci-fi filmu I Am Number Four (Jsem číslo čtyři), produkoval Steven Spielberg a Michael Bay. Hrál Sama, nejlepšího přítele Alexe Pettyfera, hlavního hrdiny titulu, tedy Čísla Čtyři. D.J. Caruso, který režíroval film, začal výrobu v Pittsburghu v květnu 2010 a ve Spojených státech vyšel 18. února, 2011.
McAuliffe natočil také australské TV minisérie, Cloudstreet (2011), založený na svazku stejného jména od Tim Winton. McAuliffe hraje hlavní roli mladého teenagera, Quick Lamb.

## Filmografie
| Rok  | Titul                   | Role             | Notes                  |
| ---- | ----------------------- | ---------------- | ---------------------- |
| 2007 | Comedy Inc.             | Callan McAuliffe | TV Seriál, 4 episody   |
| 2008 | Blue Water High         | Ben              | TV Seriál, 1 episoda   |
| 2009 | Franswa Sharl           | Greg Logan       | krátký film            |
| 2009 | Packed to the Rafters   | Rhys             | TV Seriál, 2 episody   |
| 2010 | Flipped                 | Bryce Loski      | Americký filmový debut |
| 2010 | Resistance              | Terrence Green   |                        |
| 2011 | Cloudstreet             | Quick            | TV miniseriál          |
| 2011 | I Am Number Four        | Sam Goode        |                        |
| 2012 | Underground             | Prime Suspect    | TV film                |
|      | Garden of Eden          | Jake             | krátkometrážní         |
| 2013 | Great Gatsby            | Teen Jay Gatsby  | Drama                  |
|      | Beneath the Harvest Sky | Dominic Roy      | Drama                  |